# Porte (architecture)
Pour les articles homonymes, voir Porte.
En architecture et construction, une porte (XIe siècle du latin porta) est une structure (en bois ou métallique), une ouverture (une baie) dans un mur permettant d’entrer et de sortir d'un domaine, d'un édifice ou de circuler dans ses pièces. Dans l'usage familier le mot « porte » désigne seulement la menuiserie (l'« huis ») mobile permettant de fermer ce passage par sa rotation ou par son glissement et que le dormant rend stable.
Pour les meubles, on parle de porte de buffet, de placard, de lit-clos, etc.

## Histoire
La porte d'accès à un édifice, la porte dans un bâtiment, est définie selon des conceptions philosophico-religieuses ou anthropomorphiques ou esthétiques ou enfin rationnelles qui en font un objet architectural particulier. 
Quelques exemples : Dans certaines architectures religieuses la porte principale est orientée vers un point cardinal. Les églises, les cathédrales gothiques, ont ainsi une porte tournée à l'ouest (suivant le massif occidental). Dans l'architecture orientale, la porte qui symbolise l'accès à l'édifice peut être disposée de façon à laisser pénétrer des flux telluriques, selon la prévoyance du concepteur et cette porte peut à la réalisation être mise dans un léger biais par rapport à la façade pour correspondre aux flux ressentis. Dans des compositions d'architecture classique où on utilise la symétrie de façon impérative, de fausses portes (qui ne s'ouvrent pas) sont réalisées dans des galeries d'édifice. Et enfin la porte la plus remarquable actuellement par sa taille est celle qui permet le passage des fusées hors du hangar d'assemblage de Cap Kennedy, États-Unis.
La porte était et reste souvent un élément d'apparat qui a justifié dans certains pays un impôt sur les portes et fenêtres. « Huis » est le nom tombé en désuétude pour la porte, le « huis clos » ou porte fermée, est le souci de ne pas transmettre d'informations lors des jugements et des affaires politiques. Les « portes ouvertes » montrent le souci de transparence de la communication d'informations des organisations, Louis XIV l'avait par exemple mis en place avec l'accès du palais de Versailles qui était permis à tout le monde se présentant avec une tenue jugée correcte.
Des « ouvertures » et « fermetures » équipent les habitats préhistoriques pour que les hommes se protègent des intempéries et des prédateurs, les fouilles archéologiques mettant en évidence des fosses à gauche et à droite de ces « issues » et qui contiennent des os, déchets d'alimentation.
Durant l'Antiquité, les peintures des tombes égyptiennes montrent des portes en bois pour les édifices importants (avec leur symbolique associée comme le décrit le Livre des Portes), mais les maisons ordinaires, en raison du climat sec et de la rareté du bois, ont juste une ouverture fermée par une natte ou une toile. La porte d'Ishtar donne un aperçu de l'architecture babylonienne. La Grèce antique voit le développement des portiques en saillie devant la façade des bâtiments. L'arc de triomphe romain, en l'honneur d'un personnage distingué ou en mémoire de quelques événements glorieux, est généralement placé à la porte d'une ville.
Le terme de porte apparaît au Moyen Âge avec les châteaux forts munis de pont-levis et de poternes intégrée aux murailles, auparavant était utilisé le terme « issue ».
Principalement barricadées, elles sont équipées de serrures qui ouvrent des deux côtés avec le développement de l'urbanisation au XVe siècle.
La porte préservant l'intimité d'une chambre apparaît au XVIIe siècle sous Louis XIV.
Les besoins de surveillance de l'entrée ont créé les métiers de guichetier ou portier ou concierge ou huissier (de palais) ou garde de la porte. Élément du cadre de vie, la porte maintenant s'équipe d'accessoires de fonction de surveillance automatique en domotique.

## Fonctions
- Protection contre les infractions : La fonction anti-intrusion est la plus primitive, contrôlant aussi bien les animaux que les humains. Cette forme va donner la poterne, la porte de ville (ces fonctions peuvent cependant être pour partie respectées sans porte dans certaines conceptions de l'espace : dans l'architecture intérieure japonaise, l'absence est compensée par l'usage de cloisons mobiles, ce système a donné naissance au concept de bureau ouvert moderne.)
- Isolation thermique : La fonction isolante des courants d'air froids est aussi primitive. Conserver la chaleur donnée par le foyer est une fonction ancienne assortie ultérieurement de celle de permettre un tirage correct de la cheminée. La porte sur l'extérieur, comme la fenêtre, marque une frontière entre le domaine public et privé, entre extérieur et intérieur ; dès les premières heures de l'habitat civilisé la porte est un élément pris en compte dans le droit[note 1], dans les lois (Huissier).
- Hygiène : La fonction d'hygiène de la porte est constituée dans la civilisation antique, on clôt par l'extérieur les entrées de demeures de malades contagieux, une forme d'isolement qui persiste jusqu'au XXe siècle[note 2] avec les îlots qui mettent en quarantaine les habitants à la suite de grandes épidémies.
- Organisation des espaces : La fonction d'organisation du passage d'une pièce à l'autre à l’intérieur d'un édifice avec confort et aisance de reconnaissance de la porte à pousser est déterminante dans la disposition et la forme prise des portes. Les signes donnés par la porte sont rendus conventionnellement lisibles (une porte de placard n’est pas une porte de chambre). La distribution est conçue par le maître d'œuvre ou l'architecte sur le plan de l'édifice.
- Isolation acoustique : La fonction acoustique est très importante, le besoin au silence ou à la discrétion a créé au Moyen Âge le sas de deux portes l'une derrière l'autre dans un petit espace cloisonné qui prend sur l'espace intérieur, le « tambour ». Une portière, (une tenture de tapisserie) doublant une porte en profitant de l'espace donné par l'épaisseur de mur (l'embrasure) pour le manteau peut servir de la même manière.
- Étanchéité à l'air : La fonction d'isolation aux odeurs est associée au confort moderne depuis, entre autres, le développement des cabinets d'aisance (toilettes) dans les appartements, les mises en place de locaux d'ordures dans les immeubles.
- Sécurité contre l'incendie : La fonction sécurité contre l'incendie destructeur des biens est tenue obligatoirement par la porte. Actuellement sa tenue au feu est calculée, la porte est dimensionnée pour les évacuations, elle est équipée le cas échéant des éléments de déclenchement de fermeture automatique (porte coupe-feu). Les portes de locaux sensibles, d'archives par exemple, sont renforcées ou blindées et/ou sont conçues pour résister longtemps au feu.
- Fonction symbolique : La fonction symbolique de séparation et de réunion, sa forme pouvant être anthropomorphique religieuse philosophique ou politique, est une constante de la porte. La porte est la bouche ou le nez à côté des deux fenêtres-yeux de la maison de famille dessinée par l'enfant en maturation psychologique, quel que soit l'endroit où il habite. La porte est la limite entre le monde naturel et le surnaturel du caveau de cimetière, la limite entre le sacré et le profane dans l'église, dans le domicile[3], du torii (porte de sanctuaire shintô). La porte du taoïsme chinois est entourée de huit trigrammes saison-ciel, la porte du monument grec respecte l'Ordre architectural en représentation du Cosmos. Historiquement, la porte ne peut être franchie par les poursuivants de personnes se réfugiant dans les lieux sacrés ou diplomatiques d'asile, inversement la porte de la zone internationale d'aéroport ne peut être franchie que sous conditions.
- Fonction sociale : La fonction sociale de la porte est donnée aux édifices à caractère important par aspect monumental de l'entrée, par aspect impératif du passage à cet endroit. Pour une demeure seigneuriale à volonté de lignage historique, pour une gare, pour une mairie, les motifs d'affichage de l'entrée et sa porte ne sont pas les mêmes, mais aboutissent à une stylistique symbolique identique. Cette formule a donné l'arc de triomphe, l'arc commémoratif. La porte, élément fondamental de la façade, doit susciter le respect, l'admiration, l'humilité, la crainte[note 3]. L'Opéra Garnier dispose sur le côté d'une porte fastueuse qui était réservée à l'usage de Napoléon III et sa suite. Pour un édifice commun, un aspect de repère aisé pour le public de la porte principale est donné par les plaques professionnelles et les boîtes aux lettres. La porte principale est porteuse du numéro de demeure attribué par la mairie dans la rue, les portes secondaires ne sont pas distinguées.

« Franchir la porte » est un acte social marquant une vie ou un moment de vie. Le cloîtrage religieux, le casernement militaire, l'engagement puis l'embauche au travail (et la mise à la porte) se font par la porte, petite ou grande.
- Fonction économique : La fonction économique et commerciale dans la fonction sociale tient la porte pour un élément important dans la gestion et le contrôle financier ou écologique. Établie dans l'histoire, la porte est aussi bien la barrière publique de l'octroi qui se retrouve plus tard dans le péage autoroutier et le péage urbain de la circulation, est aussi bien le portillon d'accès au métro que le guichet pour acquitter le droit d'entrée dans les cinéma, musée, cirque, discothèque, etc. que le portillon de pointage au travail.
- Fonction décorative : La fonction décorative n'est pas la dernière venue, elle va de la marque confessionnelle mise en place très tôt dans l'histoire de toutes les religions (Art sacré, premier des Arts), à la marque commerciale moderne (puisque la « porte poussée » est le premier signe attrayant du client lorsque l'on gère un pas de porte).

## Dénominations usuelles des portes

### Portes anciennes
- Huis (XIIe siècle)
- Pertuis (1150)
- Portière (1540)

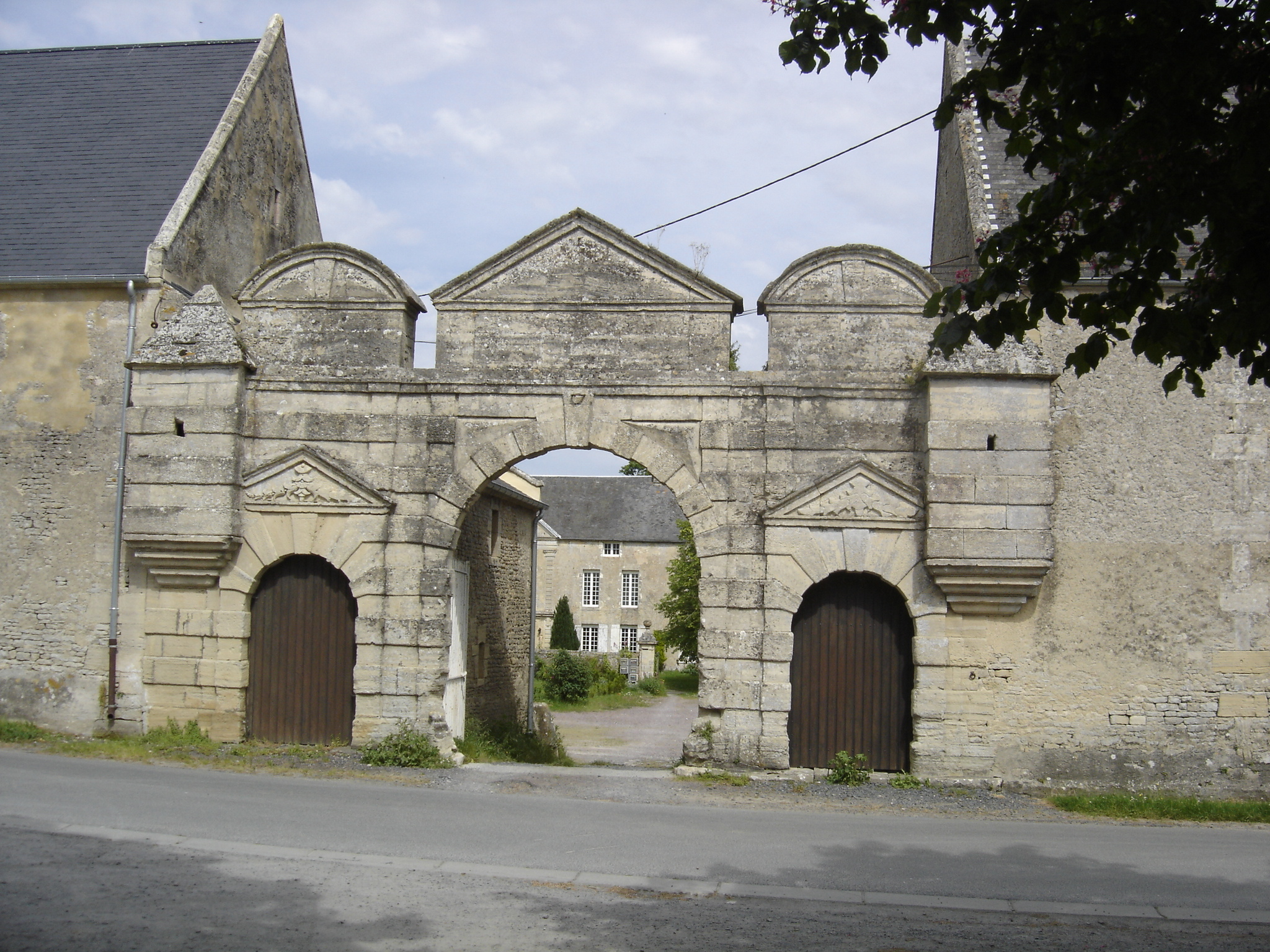
Porche du château de Banville-en-Villiers, pourvu d'une porte charretière et de deux portes piétonnes, et flanqué de deux échauguettes.

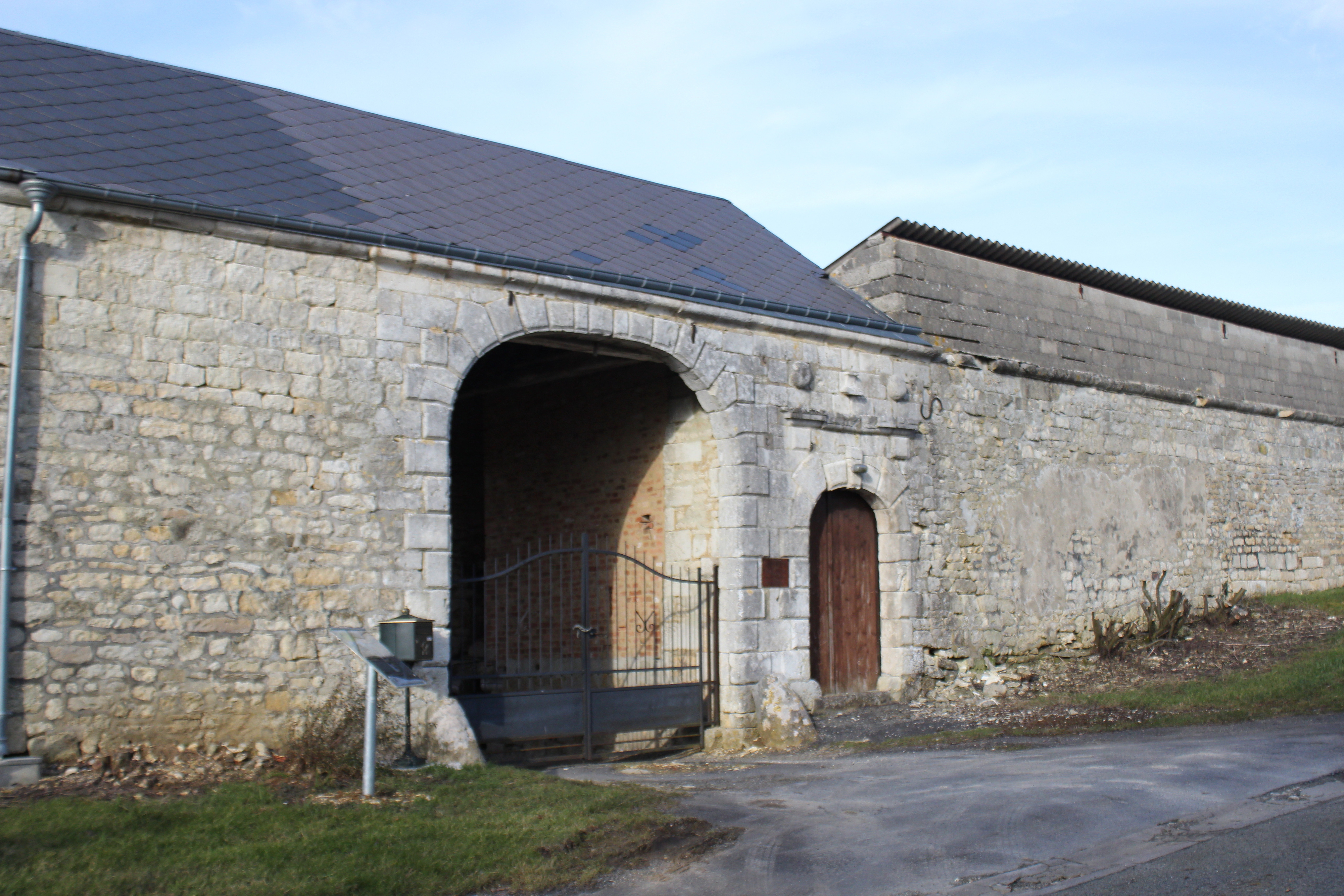
Porte charretière et porte piétonne d'une ferme.

Fin XVIIIe siècle, une porte désigne une partie de menuiserie qui sert à fermer une ouverture pratiquée dans un mur, une cloison, et qui donne entrée à une maison, ou à une chambre ; on en distingue de plusieurs sortes, relativement à leur usage (la gamme de qualificatifs rappelant  le véhicule qu'elle pouvait faire passer ne s'applique plus qu'à des bâtiments anciens) et à leur façon.
- Porte pleine - Porte unie, laquelle est composée de planches jointes avec ou sans clef, et à des emboîtures haut et bas, ou une seule en haut et une barre à queue par le bas[N 1].
- Porte d'assemblage - Porte formée de bâtis et de panneaux sans moulures[N 1].
- Porte à placard - Porte qui ferme un appartement, elle est d'assemblage, et est décorée de moulures avec ou sans chambranle au pourtour[N 1].
- Porte vitrée - Porte dont le bas est plein et le haut rempli de croisillons ou petits bois pour y placer des carreaux[N 2].
- Porte bâtarde - Porte qui ferme l'entrée d'une maison dont l'ouverture est trop petite pour que les voitures puissent y passer. Elle est parfois appelée porte piétonne[N 2].
- Porte charretière - Grande porte à deux vantaux qui ferme l'entrée d'une basse-cour, d'une remise, d'une grange, d'un château ou d'une place forte et qui est faite en planches barrées derrière, ou bien d'assemblage avec bâtis et panneaux et qui est sans moulures[N 2].
- Porte cochère - Porte qui ferme l'entrée d'une maison dont la baie est assez grande pour que les voitures hippomobiles puissent y passer[N 2].
- Porte piétonne ou piétonnière - Porte réservée aux gens de pied (terme du Moyen Âge), généralement associée à une porte plus grande qualifiée par le véhicule qu'elle pouvait faire passer (porte cavalière, porte charretière, porte cochère). L'accès généralement unique dans les châteaux forts jusqu'au milieu du XIVe siècle est remplacé par le concept de la porte double, chacune des deux portes étant desservies par leurs ponts-levis à flèches, souvent sans herse jugée désormais inutile[4]
- Porte grillée - Porte - à panneaux par le bas et vide par le haut -, remplie de treillis de fil du fer ou de laiton, servant à fermer un bureau, une bibliothèque, une face d’alcôve[N 2].
- Porte à claire-voie - Porte composée de barreaux dans toute sa hauteur, ou dans toute la partie du haut seulement[N 2].
- Porte à deux vantaux - Porte qui est formée de deux parties dans sa baie, et qui ouvrent séparément[N 2].
- Porte feinte - Porte qui n'a point de baie derrière, et qui n'est que pour répétition à une autre[N 2].
- Porte double - Celle qui ferme la même baie sur l'autre face du mur ou de la cloison[N 2].
- Porte en avant-corps - Celle qui n'entre pas à feuillure dans le chambranle[N 3].
- Porte brisée - Celle dont les deux vantaux sont ferrés de manière qu'ils se replient l'un sur l'autre[N 3].
- Porte coupée - Celle qui ouvre en deux parties sur la hauteur; souvent la partie du haut est vitrée, telles sont les portes de loge de portier; C'est aussi une porte qui ne doit pas être apparente, et qui est prise dans un lambris dont les panneaux se trouvent quelquefois coupés sur la hauteur ou sur la largeur, et quelquefois sur les deux sens à la fois[N 3].
- Porte flottée - Porte d'assemblage dont les battants ou traverses paraissent plus larges sur un parement que sur l'autre, et conséquemment les panneaux plus grands - Elle peut l'être dans son bâti, dans ses cadres et dans ses panneaux, et cela lorsqu'il y a un plus grand nombre de traverses intérieures sur un parement que sur l'autre, et que le profil des cadres n'est pas le même sur les deux faces[N 3].
- Porte croisée - Espèce de fenêtre[note 4] dont la partie du bas est remplie par un panneau, et qui est posée dans une baie qui donne entrée sur une terrasse ou sur un balcon, et qui ouvre jusque sur le plancher[N 3].
- Porte à glace - Porte qui sert de répétition à une fenêtre[note 4] et qui est faite en parquet derrière ou à cadre pour répéter à une autre porte - Souvent ces sortes de portes sont flottées[N 3].
- Porte-persienne - Persienne qui ferme le devant d'une porte-fenêtre[note 4], et qui de même est remplie d'un panneau par le bas[N 3].

On peut encore relever les dénominations de portes suivantes :
- Porte en coin - Porte sous le coin. Porte mise en encoignure desservant deux corps de bâtiment, et porte desservant le croisement de deux rues en « rognant » l'angle saillant au croisement du corps de bâtiment par une mise sous une trompe de voûte.
- Porte dérobée ou discrète. Porte d'évacuation ou à usages politiques et diplomatiques dans les anciennes grandes demeures et édifices publics.

### Portes modernes
Différents types de porte peuvent être distingués selon leur mode d'ouverture, leur dimension, leur fonction, leur emplacement… :
- Porte battante simple. 
  - Porte à main droite en tirant : poignée à gauche du battant à pousser.
  - Porte à main gauche en tirant : poignée à droite du battant à pousser.
- Porte battante double qui a deux vantaux.
- Porte battante va-et-vient qui se pousse de chaque côté (sans nécessairement l'aide des mains). Porte western à demi-panneaux.
- Porte-accordéon qui se replie.
- Porte coulissante.
- Porte basculante qui se soulève de la verticale basse à l'horizontale haute.
- Porte tambour, à aubes pivotantes qui tournent sur un axe central.
- Sas tambour, à deux coulissants qui ont la forme d'un tiers de cylindre formant un sas ouvert d'un côté fermé de l'autre, puis après coulissement des coulissants fermé sur le premier côté et ouvert sur l'autre.
- Portillon à barres tournantes ou à panneaux s'effaçant dans le châssis.
- Porte industrielle souple ou à lames rigides sur volet à enrouleur comme un volet roulant.
- Porte industrielle à lames souples transparentes pendantes.
- Porte palière
- Porte cochère
- Porte de garage, porte sectionnelle. Ces portes n'ont pas de seuil sur la voie publique.
- Porte principale - Porte piétonne ou porte-guichet - Porte de service. Ces portes ont en général un seuil, perron d'une ou plusieurs marches, qui met à l'abri de la pénétration à l'intérieur de l'eau des pluies. Elles sont sécurisées contre les effractions, une tenue à l'épreuve est requise par les assurances.
- Porte de séparation - Porte-fenêtre de balcon - terrasse. Ces portes ne sont en général pas aussi sécurisées que les portes donnant sur le domaine public.
- Porte de secours. Obligatoires pour des édifices recevant du public.
- Porte coupe-feu - Porte de sécurité incendie.
- Porte intérieure

## Un élément architectural
La porte est placée dans la « baie de porte » qui fait partie du gros œuvre, lorsqu'il ne s'agit pas d'une « baie libre » (passage sans fermeture par battant ou autre). On donne alors le nom « porte » à cet ensemble.

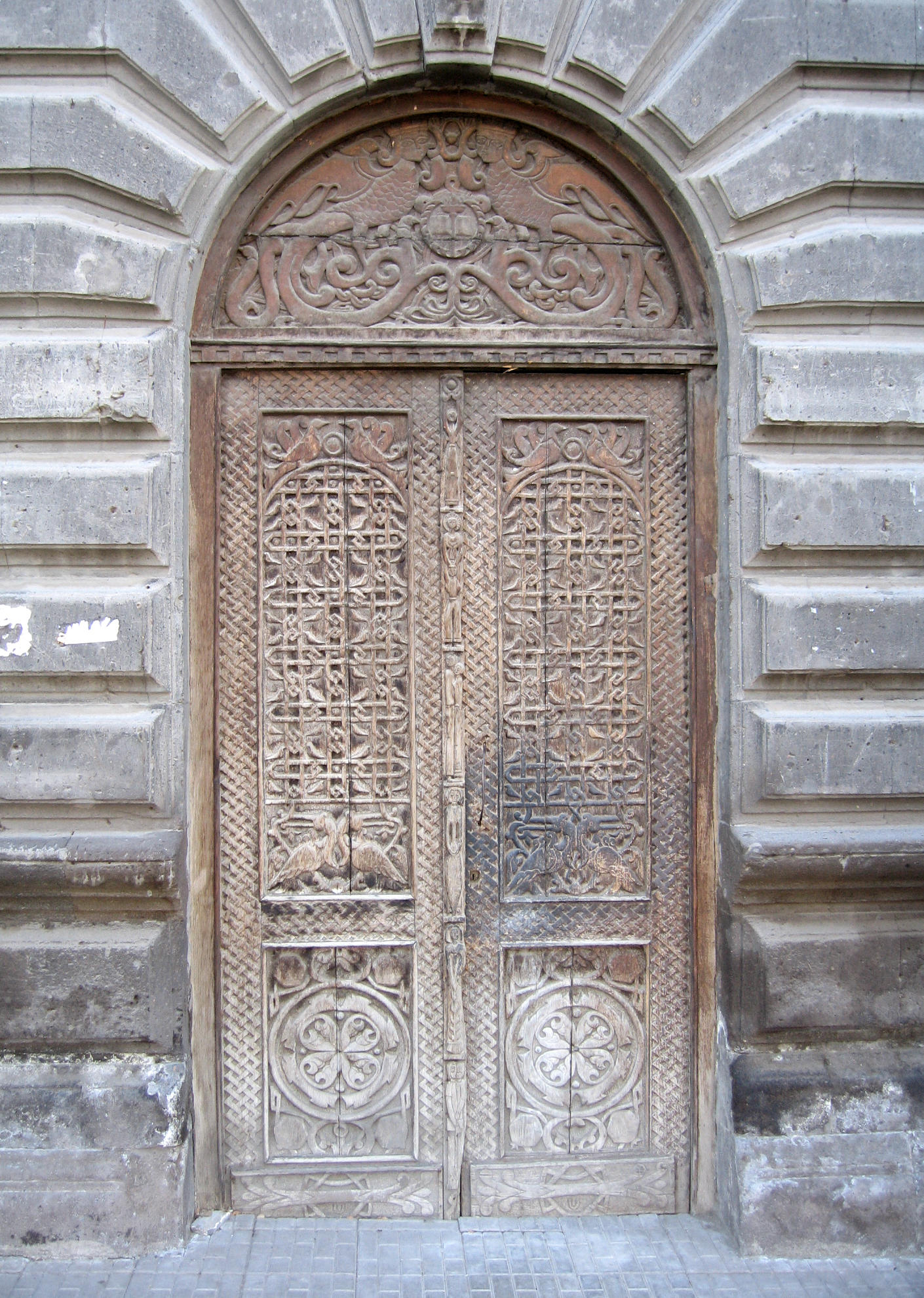
Une porte en bois.

Des baies libres de circulation intérieure en couloir sont formalisées par des tympans de menuiserie, leur forme d'ouvrage s'est simplifiée avec la diminution d'épaisseur des murs, les galandages (mur de séparation porteur) étant devenus des cloisons minces et légères non porteuses, on dispose alors de simples cadres comme tympan.
La porte intérieure moderne disposée entre plancher et plafond par des pattes de fixation lors de la pose des cloisons sèches divisant en pièces le bâtiment n'a pas de baie la recevant, c'est un bloc-porte.
Les formes de la porte et du support sont à l'origine basées sur le rectangle découpé dans le mur en utilisant un linteau formé d'une poutre longue de bois ou un bloc plus court de pierre posée au sommet des pieds-droits (mais la découpe visible en usage pour les baies d'édifices orientaux est celle du symbolique cercle). Quelques portes peuvent avoir un pilier central en retrait dans l'embrasure de la baie. 
Une baie de porte peut prendre la forme d'un arc en architecture historique pour obtenir une portée qui dépasse la résistance au fléchissement ou à la rupture de simple poutre en matériaux à construire courants. Les voussures, les chambranles sont obtenus par la taille des moellons en saillie. Les baies modernes historicisantes sont des réservations faites dans la coulée du béton, elles peuvent être soulignées par des bandeaux en saillie de façade.
Dans la baie de porte extérieure d'architecture classique, une table saillante et un bossage de pierre de taille avec refends marquent les contours et constituent le bandeau de portes des demeures (élégantes). Un fronton peut exister. 
L'arcade classique peut comporter de multiples portes mises de front pour des monuments recevant un grand public, théâtres, opéras. (Mais l'arcade de portes-fenêtres est aussi utilisée dans les orangeries-serres pour obtenir une aération convenable). Cette formule qui a été utilisée dans des halles (qui sont souvent passées d'édifice comportant des baies libres à édifice à portes-grilles) se trouve encore dans la conception des grands halls de gare.
Depuis la construction du style classique, la mise en perspective des pièces peut être faite par l'enfilade des portes (toutes alignées de face). Elles peuvent aussi permettre en étant jumelles le couplage et la circulation dans les grandes pièces de chaque côté des cheminées en traversant les murs refends (mur massif de contreventement mis en travers des corps de bâtiment). L'usage des couloirs et corridors alignant les portes les unes après les autres a permis une distribution des circulations séparément des activités et une isolation des pièces.
Une, des niches peuvent aussi être mises au-dessus ou sur les côtés (le jambage) de la baie et comporter des signes religieux, royaux, etc. (statue, croix, étoile, etc.)
Une devise, une date, peut être inscrite sur une tablette en linteau. Un écu, un monogramme, un mascaron tête d'homme ou d'animal (mascarade) peut orner la baie.
Un macaron rond d'huissier, de notaire ou autre enseigne peut être présent sur la baie.
Les portes historiques sont parfois sculptées. Des battants constitués dans une dalle de pierre ont été retrouvés. Les battants anciens en bois sont cloutés, des clous de renfort à grosse tête solidarisent plusieurs épaisseurs de planches. Des panneaux de bronze juxtaposés ont dans l'antiquité fait la parure et la robustesse aux assauts des portes monumentales. Les portes principales sont décorées avec des moulures jusqu'au milieu du XXe siècle, qu'elles soient en bois ou en fer. Certaines sont des barreaudages sophistiqués et défensifs qui sont forgés avec les moyens techniques qui se développent avec la Révolution industrielle. Certaines sont en fonte moulée qui favorise au XIXe siècle la décoration « à l'antique » par la reprise des anciens motifs sculptés en relief dans la pierre pour la mise en forme du moule en sable qui est utilisé.
La baie de porte comporte parfois un renfoncement concave dans l'embrasure épaisse pour permettre une plus grande facilité de manœuvre des voitures à chevaux, cette facilité est encore plus prononcée avec l'élévation du mur de la baie en demi-lune, un renfoncement de façade qui peut être biais si le passage n'est pas d'équerre à la rue. 
La porte est souvent équipée d'un luminaire extérieur.
Derrière la porte principale, un vestibule et une loge de concierge avec son cordon d'ouverture de porte sont ajoutés aux pièces de l'édifice bourgeois.
Un porche édifié devant l'entrée peut aussi abriter la porte à l'extérieur. De façon plus moderne un auvent peut être disposé sur le dessus de la porte pour la protéger. Cette casquette souvent béton -parfois dissymétrique- dans l'architecture moderne remplace le balcon avec atlantes des constructions du XIXe siècle. 
Une avant-porte complète un sas, petit porche moderne fait sur l'extérieur (hors-œuvre).
Les premières formules de porte d'entrée voulues entièrement transparentes lorsqu'elles sont fermées sont mises en place au début du XXe siècle, cette conception est devenue généralisée après que la technique a permis de se dispenser des montants rigidifiants en acier. (Ce ne sont pas des portes-fenêtres, ces portes sans aspect défensif telles qu'elles étaient conçues par l'aristocratie dans le classicisme « à la française »).
La porte de garage qui ne sert qu'à la circulation des automobiles et plus aux piétons se trouve rapidement à remplacer la porte-cochère au XXe siècle.
Une coursive d'accès aux portes d'appartement par étage d'immeuble peut se trouver dans la construction économique populaire du début du XXe siècle dont les découpes de baies sont simplifiées et les reliefs plutôt supprimés.
Des formules de portes à formes fonctionnellement et formellement excentriques ont été à la mode « Pop » de la décennie 1970, partant de projets modernes de l'habitat qu'elles ont ensuite abandonné, elles se sont implantées plus sûrement en devantures des boutiques.
La porte, comme la fenêtre, a un statut particulier de fait dans l'histoire et en général non voulu lors de la construction : être récupérable. Ainsi au cours des âges, les baies ont été déménagées d'un édifice à un autre avec parfois leur maçonnerie complète et pas simplement leurs huisseries. Soit parce qu'il s'agissait de prises de guerre, de « re-répartition de richesse » comme lors de la Révolution française, soit parce que leur haute valeur symbolique était prise en compte : haute valeur religieuse comme ces récupérations réciproques entre l'Islam et la Chrétienté après le Moyen Âge, haute valeur patrimoniale comme ces déménagements entre l'Europe et le Nouveau Monde jusqu'au XXe siècle.

## Un élément de construction
La porte au sens simple est un élément d'huisserie menuisée du second œuvre. 
Les portes ont été calfeutrées (bourrage des interstices avec du feutre) pour donner une bonne isolation dans les maisons médiévales.
Les portillons aux passages rendus étroits au Moyen Âge pour raison de sécurité militaire sont devenus les portillons anti-fraude actuels. 
Les portes rustiques des fermes sont devenues couramment faites de deux panneaux superposés, un plein en bas (le contre-hus devenu traditionnel dans les box de chevaux), un vitré en haut, ouvrables séparément pour barrer le passage aux animaux. 
Les portes des locaux sensibles (des laboratoires, etc.) sont étanches à l'air et parfois aux radiations. 
Quelques expérimentations d'architectes sont faites dans leurs projets pour mettre en place des portes fermant alternativement un couloir ou une pièce et obtenir une distribution sélective.

### Description

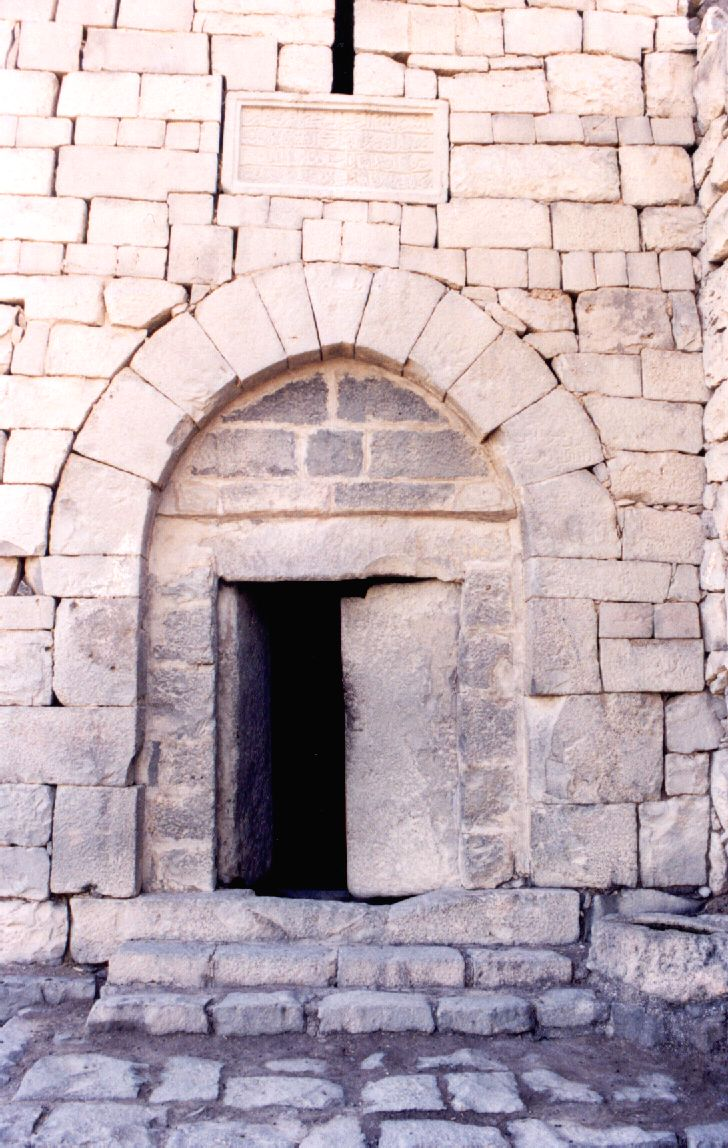
Une porte aux ventaux de pierre, en Jordanie.

Hormis les battants de portes rudimentaires dont le pivot est mis dans des gorges au sol et au linteau, hormis les battants rustiques dont les gonds sont scellés au mortier dans le mur, la porte est en général composée :
- d'un bâti fixe : le dormant à feuillure (rainure creuse) composé en général de deux montants plus une traverse haute d'huisserie métal ou bois, (deux montants plus deux traverses, une haute une basse, pour les portes-fenêtres qui ont un rejingot et deux montants et des rails amovibles ou non en traverse pour les portes extensibles), 
  - avec parfois une imposte vitrée,
  - avec parfois un chambranle décoratif,
  - avec parfois une feuillure qui comporte des gorges qui reçoivent à la fermeture les tenons de blindage,
  - avec le montant charnière qui est équipé de deux à cinq gonds pour une porte d'appartement de hauteur commune dans un immeuble à hauteur d'étage commun.
- d'une partie ouvrante : l'ouvrant qui est composé 
  - en général pour les portes classiques de traverses sur lesquelles s'ajustent des tables,
  - ou d'un seul panneau de fibres de bois agglomérées pour les portes pleines dont la surface peut reprendre celle des portes menuisées moulurées,
  - ou de feuilles de contreplaqué, d'Isorel ou de MDF encadrées pour les portes isoplanes (creuses),
  - ou de cadre bois ou métal en tout ou partie vitré,
  - ou de verre en ventail (verre feuilleté) encadré ou non[note 7],
  - ou de barreaudage forgés, de grilles métalliques pour les portes à claire-voie[note 8],
  - ou de grille pliante en barreaux articulés formant des parallélogrammes déformables[note 9],
  - ou d'éléments-tiroirs en tôles pliées, ou bien en panneau de glace à coulissement motorisé[note 10],
  - ou de tôles soudées sur des profils métalliques pour les portes techniques.

Le dormant est posé dans le gros œuvre dans une feuillure taillée dans les pierres ou la réservation du béton du béton coulé, fixé avec des pattes.
On fait pivoter sur charnière le battant ou glisser sur le côté le coulissant (fermetures à la japonaise), le replier (fermeture extensible) sur des rails, l'enrouler sur un tambour situé au-dessus de l'ouverture.
Le cas échéant, une serrure en assure la fermeture. Dans la construction ancienne, une barre s'engageant dans des gorges taillées dans les pierres du mur permettait de fermer de façon robuste la porte depuis l'intérieur ; cette fermeture a donné le verrou et la targette. 
Un œilleton ou judas mis sur la porte de rue ou la porte palière d'un appartement permet de voir la personne qui sollicite l'entrée.

#### Les éléments constitutifs, mécaniques et électromécaniques d'une porte
- arrêt de porte, bielle à cliquet et contrepoids pour maintenir la porte sur rue en position ouverte
- battement escamotable ou fixe : butoir en caoutchouc à la porte d’intérieur, sabot de fonte à la porte d’extérieur
- béquille
- borne ou arceau chasse-roue (de porte-cochère)
- charnière
- Châssis
- Châssis de fenêtre
- chatière
- détecteur de présence pour alarme
- détecteur de présence optique ou à senseur mécanique anti-choc contre les personnes pour les portes automatiques[note 10]
- dispositif de déverrouillage (électronique à digicode ou magnétique), interphone, visiophone
- dispositif d’ouverture ou de fermeture automatique de vantail commandé à distance par détecteur de présence optique, sonar ou télécommande hertzienne manuelle
- Dormant
- ferme-porte hydraulique, refouloir, ressort de rabattement de porte
- gond
- heurtoir ou cloche ou sonnette
- Huisserie
- penture
- paumelle
- poignée de porte
- serrure
- verrou
- volet pour porte-fenêtre

### Normes

#### Europe

##### Effraction
La résistance contre l'effraction est définie par les normes européennes EN 1627 à 1630.
Il existe également différentes marques de certification, dont A2P.

#### France

##### Accessibilité
Les portes actuelles, autant pour l'habitat que pour les locaux recevant du public, doivent respecter les normes d'accessibilité aux handicapés[Lesquelles ?]. Par leur dimension avec la largeur de l'ouverture et en favorisant l'aisance de manipulation. Par leur aspect ne défavorisant pas les mal-voyants en signalant au minimum par un macaron sur les ouvrants des portes vitrées que les portes sont fermées ou ouvertes, en donnant de la visibilité au verrouillage manuel (le signal doit être disponible).

##### Incendie
Les normes de tenue au feu sont différentes suivant l'endroit où est placée la porte et selon son environnement. Le plan comportant les portes doit être affiché dans le hall d'entrée de l'immeuble pour les services de sécurité.
- Porte de secours anti-panique ou coup-de-poing avec barre transversale pour ouvrir sous la poussée.
- Porte coupe-feu.